# Susperia
I Susperia sono un gruppo musicale black/thrash metal norvegese attivo dal 1998.

## Storia
Il gruppo, originariamente chiamato Seven Sins, proviene da Bærum ed è stato fondato nell'ottobre 1998 da Tjodalv (già Dimmu Borgir e Old Man's Child) e Cyrus (Satyricon, Old Man's Child). Successivamente si aggiungono al gruppo altri quattro musicisti. Il gruppo ha registrato una prima demo ad Oslo nel 1999 ed ha debuttato ufficialmente nel 2001 dopo aver firmato un contratto con la Nuclear Blast. Nel marzo 2009 il gruppo si è riunito attorno al cantante Athera, operato al cuore.
Lo stesso Athera è attivo anche come voce dei Chrome Division. Mustis, entrato nel gruppo per un breve periodo nel 2000, è ritornato a far parte dei Susperia nel 2010.

## Formazione
- Pål "Athera" Mathiesen - voce
- Terje "Cyrus" Andersen - chitarra
- Christian "Elvorn" Hagen - chitarra
- Håkon "Memnock" Didriksen - basso
- Ian Kenneth "Tjodalv" Åkesson - batteria
- Øyvind Johan "Mustis" Mustaparta - tastiere

## Discografia
Album in studio
- 2001 - Predominance
- 2002 - Vindication
- 2004 - Unlimited
- 2007 - Cut from Stone
- 2009 - Attitude
- 2018 - The Lyricist

EP
- 2005 - Devil May Care
- 2011 - We Are the Ones

Singoli
- 2011 - Nothing Remains

Raccolte
- 2011 - We Are the Ones